# Lijst van voetbalinterlands Angola - Kameroen
Deze lijst van voetbalinterlands is een overzicht van alle officiële voetbalwedstrijden tussen de nationale teams van Angola en Kameroen. De landen speelden tot op heden zestien keer tegen elkaar. De eerste ontmoeting was een vriendschappelijke wedstrijd op 21 augustus 1981 in Luanda. Het laatste duel, een kwalificatiewedstrijd voor het Wereldkampioenschap voetbal 2026, werd gespeeld in de Angolese hoofdstad op 11 juni 2024.

## Wedstrijden
| №  | Plaats      | Datum            | Competitie                           | Wedstrijd         | Uitslag |
| -- | ----------- | ---------------- | ------------------------------------ | ----------------- | ------- |
| 1  | Luanda      | 21 augustus 1981 | Vriendschappelijk                    | Angola − Kameroen | 0 − 0   |
| 2  | Brazzaville | 30 april 1987    | Vriendschappelijk                    | Kameroen − Angola | 2 − 0   |
| 3  | Yaoundé     | 8 januari 1989   | WK 1990 kwalificatie                 | Kameroen − Angola | 1 − 1   |
| 4  | Luanda      | 25 juni 1989     | WK 1990 kwalificatie                 | Angola − Kameroen | 1 − 2   |
| 5  | Durban      | 24 januari 1996  | Afrika Cup 1996                      | Angola − Kameroen | 3 − 3   |
| 6  | Yaoundé     | 12 januari 1997  | WK 1998 kwalificatie                 | Kameroen − Angola | 0 − 0   |
| 7  | Luanda      | 8 juni 1997      | WK 1998 kwalificatie                 | Angola − Kameroen | 1 − 1   |
| 8  | Garoua      | 28 januari 1998  | Vriendschappelijk                    | Kameroen − Angola | 1 − 0   |
| 9  | Yaoundé     | 9 juli 2000      | WK 2002 kwalificatie                 | Kameroen − Angola | 3 − 0   |
| 10 | Luanda      | 6 mei 2001       | WK 2002 kwalificatie                 | Angola − Kameroen | 2 − 0   |
| 11 | Caïro       | 21 januari 2006  | Afrika Cup 2006                      | Kameroen − Angola | 3 − 1   |
| 12 | Olhão       | 14 oktober 2009  | Vriendschappelijk                    | Angola − Kameroen | 0 − 0   |
| 13 | Cabinda     | 14 december 2011 | Vriendschappelijk                    | Angola − Kameroen | 1 − 1   |
| 14 | Butare      | 17 januari 2016  | African Championship of Nations 2016 | Angola − Kameroen | 0 − 1   |
| 15 | Agadir      | 20 januari 2018  | African Championship of Nations 2018 | Angola − Kameroen | 1 − 0   |
| 16 | Luanda      | 11 juni 2024     | WK 2026 kwalificatie                 | Angola − Kameroen | 1 − 1   |

## Samenvatting
| Competitie                      | Totaal gespeeld | Winst Angola | Gelijk | Winst Kameroen | Doelsaldo Angola – Kameroen |
| ------------------------------- | --------------- | ------------ | ------ | -------------- | --------------------------- |
| WK-kwalificatie                 | 7               | 1            | 4      | 2              | 6 − 8                       |
| Afrika Cup                      | 2               | 0            | 1      | 1              | 4 − 6                       |
| African Championship of Nations | 2               | 1            | 0      | 1              | 1 − 1                       |
| Vriendschappelijk               | 5               | 0            | 3      | 2              | 1 − 4                       |
| Totaal                          | 16              | 2            | 8      | 6              | 12 − 19                     |

Wedstrijden bepaald door strafschoppen worden, in lijn met de FIFA, als een gelijkspel gerekend.